# Piptomeris sternbergiana
Piptomeris sternbergiana là một loài thực vật có hoa trong họ Đậu. Loài này được (Hueg.) Greene miêu tả khoa học đầu tiên năm 1893.